# Thomas Chatterton

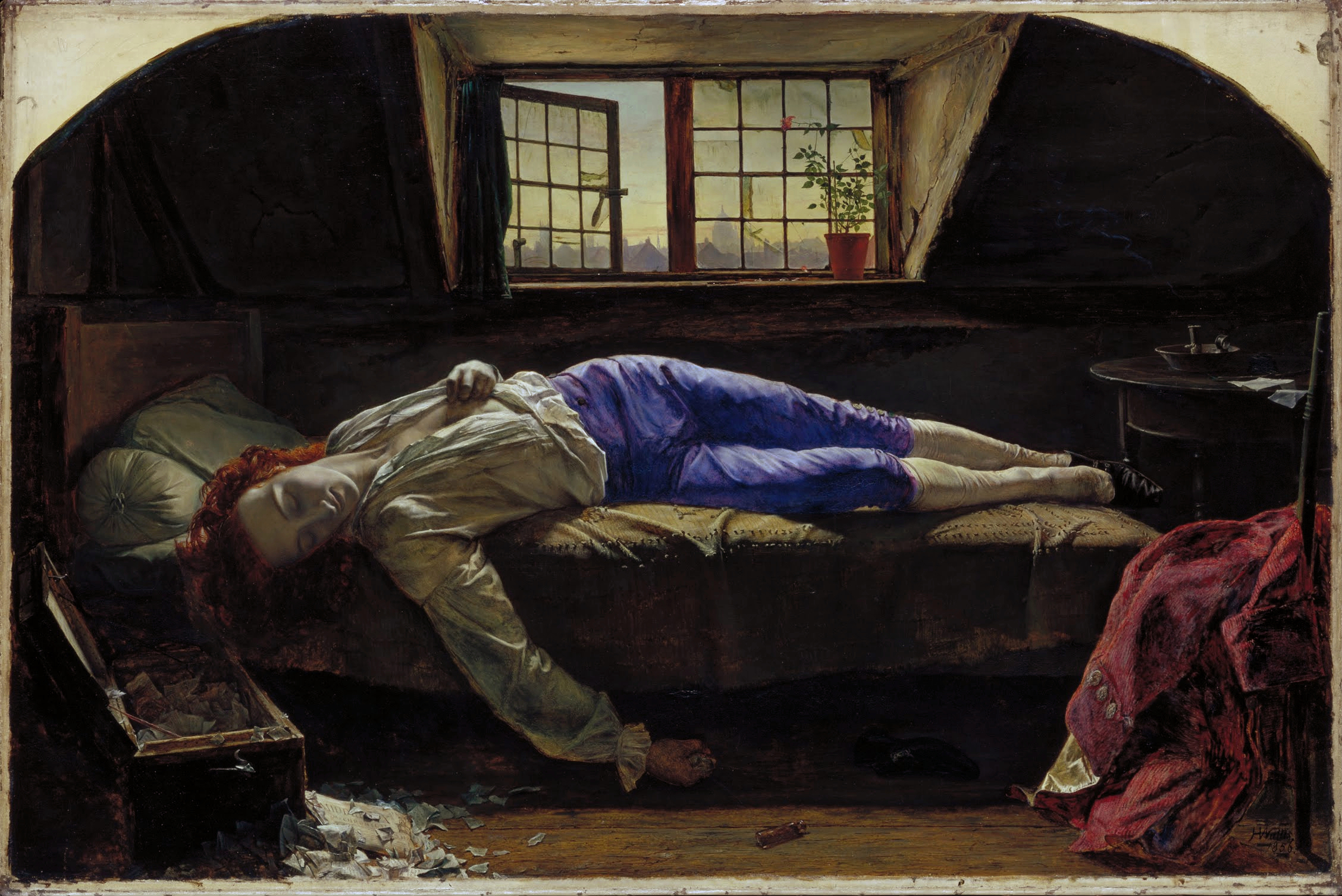
Chatterton avbildad av den brittiske prerafaeliten Henry Wallis 1856.

Thomas Chatterton, född 20 november 1752 i Bristol, död 24 augusti 1770 i London, var en brittisk poet.

## Biografi
Chatterton var en av föregångarna till romantiken. Han var son till en skolmästare och kantor vid katedralen i Bristol, som dog innan sonen föddes. Chatterton erhöll en viss tids skolgång, men började snart att försörja sig själv. Som 14-åring blev han skrivare hos en advokat. Redan två år tidigare hade han producerat det första av sina så kallade "Rowley-poem", dikter på ålderdomligt språk, som han påstod sig ha hittat i kyrkan S:t Mary Redcliffe och utgav för att vara skrivna av en munk på 1400-talet. Med dessa sina förfalskningar, som allmänt antogs för äkta, fortsatte han i sex år. I hopp om att hitta en beskyddare, for han därefter till London, där han en tid drog sig fram på tillfälligt litterärt arbete. Sviken i sina förhoppningar och utfattig begick han redan 1770 (17 år gammal) självmord genom gift.
Chattertons begåvning och tragiska öde - han begick självmord - gjorde honom till en av romantikernas favoritförfattare.